# Kuryliwka (obwód czerkaski)
Kuryliwka (ukr. Курилівка, pol. Kuryłówka) – wieś na Ukrainie, w obwodzie czerkaskim, w rejonie czerkaskim; 264 mieszk. (2001). 
Kuryłowka w 1765 należała do starostwa kaniowskiego w województwie kijowskim. Kuryłówka była siedzibą gminy kuryłowskiej w powiecie kaniowskim. 
W 1855 w Kuryłówce zmarł Józef Jeżowski. 